# Бакаевка (Черкасская область)
Бакаевка (укр. Бакаївка) — село в Золотоношском районе Черкасской области Украины.
Село Бакаевка входит в состав Антиповского сельского совета.

## Население
Население села — 262 человека и 47 дворов.

## История
- В 1862 году на хуторе казеном Бакаевка было 6 дворов где жило 27 человек (11 мужского и 16 женского пола).[2]
- Есть на карте 1869 года.[3]

## Религия
В селе имеются действующие Красногорский Покровский монастырь и церковь-скит Украинской православной церкви Московского патриархата.